# Spanische Hofreitschule
Die Spanische Hofreitschule ist eine im Michaelertrakt der Hofburg in Wien ansässige Reitinstitution, die ursprünglich der reiterlichen Ausbildung der kaiserlichen Familie diente. Sie ist einer der wichtigsten Orte zur Erhaltung der klassischen Reitkunst, wobei ausschließlich Lipizzaner ausgebildet werden. Die kaiserlich-königliche Stadtreitschule wurde vermutlich seit dem Anfang des 19. Jahrhunderts üblicherweise Spanische Hofreitschule genannt.
2010 wurde die Klassische Reitkunst und die Hohe Schule der Spanischen Hofreitschule in das immaterielle Kulturerbe der UNESCO aufgenommen, wie es die Österreichische UNESCO-Kommission auf der Österreichliste Nationales Kulturgut deklariert. 2015 wurde die Spanische Hofreitschule in das internationale repräsentative Verzeichnis für das immaterielle Weltkulturerbe der UNESCO aufgenommen. 2016 wurde auch das Wissen um die Lipizzanerzucht am Lipizzanergestüt Piber, das die Hofreitschule mit den Schulhengsten versorgt, eigenständig in die österreichische UNESCO-Liste aufgenommen.

## Geschichte

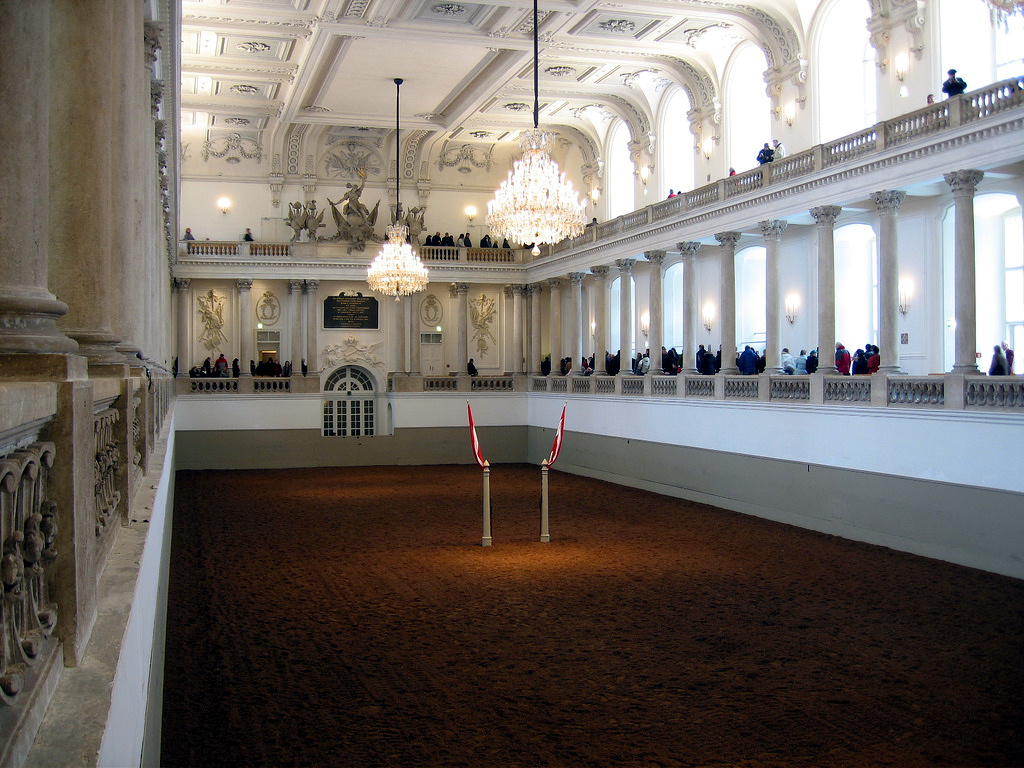
Reitsaal

Älter als das Gebäude ist die Institution, die dieses beherbergt. Das „Spanische“ in ihrem Namen leitet sich von der auf der iberischen Halbinsel heimischen Pferderasse her, die sich als besonders befähigt für die klassische Reitkunst erwies.
Ende des 15. und zu Beginn des 16. Jahrhunderts erlebte die Hohe Schule eine Wiedergeburt. Verhältnismäßig rasch verbreitete sie sich über ganz Europa und fand ihre natürlichen Zentren vor allem an den Fürstenhöfen, wo eine ehrwürdige chevalereske Tradition und ein höchstentwickelter Sinn für das Zeremonielle und Zeremoniöse die Schulreiterei günstig beeinflusste. Dies trifft nicht nur, sondern in erster Linie auf den Kaiserhof in Wien zu, den Fäden ganz eigener Art mit dem für die klassische Reitkunst so bedeutungsvollen Mittelmeerraum verbanden. Ein Habsburger trug die Krone des Heiligen Römischen Reiches, ein anderer residierte in Spanien und war zugleich Herr Neapels, und zwischen beiden und ihren Ländern strömte der ständige Austausch von Gütern ideeller und materieller, wirtschaftlicher, kultureller und eben auch equestrischer Art.
Während der Regierungszeit Josephs I. und Karls VI. war die „Reut-Schul“ eine selbstverständliche Einrichtung und damit nicht besonders nennenswert. Dass sie schon seit längerem bestand und über wunderbare Hengste verfügte, war nichts außergewöhnliches. Weder Oberbereiter noch Stallmeister in diesem Jahrhundert haben ihre Lehren publiziert oder waren sonst an die Öffentlichkeit getreten. Am Wiener Hof gab es keinen Pluvinel oder Löhneyßen, keinen Newcastle oder Solleysel. Ausschließlich der Kaiser und sein Oberstallmeister haben die Reitkultur repräsentiert. Die handschriftlichen „Direktiven“ eines Oberbereiters dienten nur den Scholaren zur Ausbildung. Kein Fachmann schob sich zwischen Kaiser und dem Gegenstand seines Interesses. Der Absolutismus am Wiener Hof verhinderte, zum Unterschied von anderen, dass Fachleute in den Vordergrund traten. An allen Adelshöfen waren Reitanlagen eine Selbstverständlichkeit, Pferdeschwemmen waren kunstvoll gestaltet. Im Einflussbereich des Herrschers standen Stallungen und Reitbahn und wurden dem Palast gleichgestellt. Der Begriff „Schloss der Rosse“ wurde mit Recht verwendet.

### Ferdinand I.

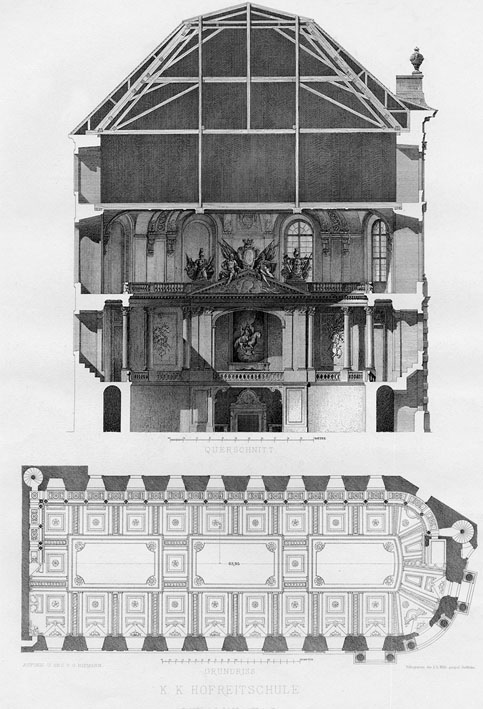
Winterreitschule, Schnitt; Zeichnung von George Niemann

Ferdinand I. (1503–1564), der in Spanien aufwuchs, von 1518 bis 1521 bei seiner Tante und Regentin Margarete in Brüssel und Mecheln weilte und 1521 nach Wien kam, führte „Gineten“ (Andalusier) in Prag und Wien ein. An der Prager und an der Wiener Burg ließ er Stallungen errichten. Dafür ließ sich Ferdinand I. überdies aus Spanien eine planta de la traca de la cavalleriza, also einen Plan für den Bau eines Stalls (Reitstalls) schicken.
Ferdinand setzte spanische Gefolgsleute vor allem in allen Bereichen, die mit Pferden, Jagd und Tierzucht zu tun hatten, ein. Juan Maria (?), von dem man nicht mit Sicherheit sagen kann, ob er Spanier war, bekam 1533 von Ferdinand I. den Auftrag in Himberg ein „niederländisches“ Gestüt zu gründen. Juan Maria führte den Falkenhof, in dem neapolitanische Pferde gezüchtet wurden, bis 1541. In diesem Jahr wurde Pedro de Rada, der mit einiger Sicherheit Spanier war, der neue Leiter und führte es bis zu seinem Tod 1549. Dieses Gestüt wurde 1543, vielleicht nur zeitweise, nach Podiebrad in Böhmen verlegt.
Neapolitaner standen in Gahling (Máriakálnok) in der Kronherrschaft Ungarisch-Altenburg Königin Marias (1538). Das 1540 nach Halbturn übersiedelte Gestüt übernahm 1553 der spätere Maximilian II., der es dann seinerseits nach Mönchhof verlegte.
Also waren Spanier und spanische Pferde maßgeblich an der Pferdezucht in Wien beteiligt. Die Pferde des königlichen Stalls kamen aber nicht ausschließlich aus Spanien. Es war in Spanien nicht immer möglich, die große Nachfrage zu decken. Der Transport war teuer und ein Risiko und für die Kosten und die Verpflegung musste während der Reise gesorgt sein. Günstiger war es sicher, Pferde auf dem Landweg und von näher gelegenen Gegenden nach Österreich zu bringen. Aus verschiedenen Rechnungsbelegen ist zu erfahren, dass „zu erkauffung etlicher neapolitanisch pherdt geldt zu verordnen“ sei. Neben Pferden aus Neapel lässt Ferdinand I. auch „türkische phardt“ für den Hof in Wien kaufen.
Auch die Reiterei blieb lange Zeit in spanischer Hand. Namen aus späteren Jahren wie Luis Acarto, Antonio und Bartolomé Moreto und Juan de Salazar belegen dies. Somit lässt sich seit der Zeit Ferdinands I. von einer habsburgischen Spanischen Hofreittradition sprechen, und nicht erst ab dem 17. Jahrhundert. Pedro de Rada wurde aber nicht nur als Reiter eingesetzt, sondern legte auch 1549 in Himberg einen Fischteich an.

### Maximilian II.
Erzherzog Maximilian, Sohn Kaiser Ferdinands I. und dann von 1564 an über zwei Dezennien lang selbst Herr und Mehrer des Reiches, bemühte sich auch von Wien aus um regelmäßige Lieferungen spanischer Pferde, sei es aus Süditalien oder aus Spanien selbst. Seine Leibpferde wurden 1551 zunächst in Wien in der Renngasse untergebracht. Der Umbau der Stallburg, die nach spanischen Plänen als Residenz für Ferdinand I. 1560 erbaut aber als solche nie benutzt wurde, erfolgte bereits 1565 bis 1569. Seit diesem Zeitpunkt sind die Leibpferde der Habsburger dort untergebracht.

### Erste Erwähnung 1565
Im September 1565 wird ein Geldbetrag „zur Aufrichtung des Thumblplatz im Garten in der Burg alhie“ verwendet werden. Dies muss als erste Erwähnung der späteren Spanischen Hofreitschule angesehen werden. Das bisher stets angeführte Jahr 1572 als erste überlieferte Erwähnung der Spanischen Reitschule muss auf 1672 korrigiert werden, außerdem ist in der Quelle von einem „Spannischen“ bzw. „Spännischen Reithstall“, nicht von einem „Reithsall“ die Rede. Die Institution ist also älter als bisher angenommen.
Dieser Thumblplatz erstreckte sich auf dem Gelände des heutigen Josefsplatzes und seiner nächsten Umgebung. Am 20. September dieses Jahres wurde dem Vizedom für Österreich unter der Enns anbefohlen, eine Summe von 100 Gulden „zur Aufrichtung des Thumblplatz im Garten an der Purgkh alhie“ auszufolgen. Es handelte sich dabei um eine offene Reit- und Turnierbahn, die bei schlechter Witterung das Verlangen nach einer gedeckten Reitschule hervorrufen musste. Ein anderes, mit 30. Jänner 1593 datiertes Aktenstück berichtet, dass der „Roß Dumbl Platz im Hoflustgarten“ schadhaft sei und verlangt: „So muß auch neben dem Wahl (Wall) ain stuckmaur, bei 12 Chlaffter (Klafter) längen vnnd 5 Chlaffter hoch vnnd 2 1/2 schuech dic Gemacht, auch alle Seulln bei 6 schuch hoch untermaurt werden …“. Der langgestreckte und schmale Thumblplatz ist wahrscheinlich stadtwärts beim Wall gelegen. Natürlich konnte man mit ihm nicht viel Staat machen, immerhin war er besser als gar nichts. Er gewährleistete eine erfolgversprechendere Ausbildung im Sinne der Hohen Schule, wie dies im Freien eben möglich sein konnte. Zu den Pferden die um 1593 dort getummelt wurden, gehörten Pferde aus Kladrub und Mönchhof (später Halbthurn) aber keine Pferde aus Lipica. 1580 nämlich war es zu einem für die Geschichte der kaiserlichen Reitschule einschneidenden Ereignis gekommen, zur Gründung des Hofgestüts Lipica durch Erzherzog Karl von Innerösterreich. Doch die Pferde aus dem Gestüt Lipica wurden noch ausschließlich für den Hof in Graz gezüchtet.

### Leopold I.

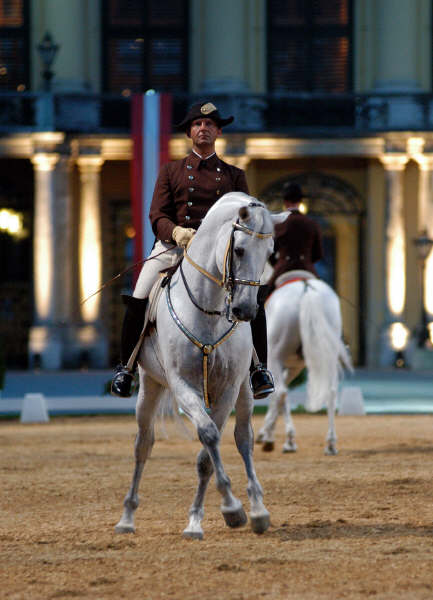
Der Hengst Maestoso Basowizza unter dem Oberbereiter Andreas Hausberger

In den Jahren 1641 und 1642 erwog man nun eine bauliche Kombination von Reitschule und Schatzkammer. Der Hofbauschreiber Frischhauser berechnete damals die Erbauung einer Schatzkammer „mit zwei gewelben über die Reitschuell am Tumblblaz“ auf 22.820 Gulden und 22 Kreuzer. Aber das Projekt fiel ins Wasser, und erst als Kaiser Leopold I. seine Erblande und das Reich regierte, kamen die Dinge bezüglich eines festen, nach allen Seiten hin geschlossenen Heimes für die kaiserliche Reitschule in Fluss. Unter diesem reichbegabten Habsburgerherrscher wurde nicht nur die Grundlage für die Musik- und Theaterstadt Wien gelegt, es setzten auch die prunkvollen Karussells und jene equestrischen Vorführungen ein, die unter dem Namen Roßballette an italienischen Höfen bereits en vogue waren, nun im Leopoldinischen Wien aber an Glanz und verschwenderischer Ausstattung weit übertroffen wurden. Ein derartiges Roßballett wurde anlässlich der Vermählung des Kaisers mit der spanischen Infantin Margareta Theresia am 24. Jänner 1667 auf dem inneren Burgplatz gezeigt, und vielleicht zum ersten Mal in Wien leitete damals menschliche Musik die Rhythmik der Pferde.
Am 20. August 1672 erging an den Schlosshauptmann von Ebersdorf die Weisung, „dem kais. Hof-Pau-Schreiber zu verförttigung Vunderschiedlicher Standt Seyln (Standsäulen) in Spainnischen Reithstall etlich Vnnd zwainzig Stamben (Stämme Holz) abuolgen zu lassen“. Erstmals taucht auch der Ausdruck Spanischer Reitstall in dieser Urkunde auf.
Wichtiger als die Aufgeschlossenheit für theatralische Sinnesfreuden aber war, dass Kaiser Leopold sich entschloss, „zu Wienn auf dem Tumelplatz eine neue Reitschuel“ errichten zu lassen. So erging dann am 31. Juli 1681 – fast genau hundert Jahre nach der Gründung des Hofgestüts in Lipica – der kaiserliche Befehl an das Hofzahlamt „zu prosequirung des auf dem Tumblplatz alhier Endtschlossenen gebeues so den gemachten Überschlag nach sich zusamben auf 44.304 fl. 30 kr. belauffen soll“. Dem Akt beigeschlossen ist ein Schreiben des Hofbauschreibers Johann Philipp Quenzer an die Hofkammer, aus dem hervorgeht, dass die alte Reitschule auf dem Tummelplatz „nunmehr schon ganz Zugrundt gangen“ war. Dem gleichfalls erhaltenen Kostenvoranschlag vom 27. Juli 1681 zufolge sollte das neue Gebäude 46 Klafter lang und 6 Klafter breit sein und „zween stöckh“ aufweisen. Für die Reitschule war das Erdgeschoß bestimmt, während man den ersten Stock der Hofbibliothek zudachte. Noch im selben Jahr wurde mit dem Bau begonnen. Er machte gute Fortschritte, und am 5. Februar 1683 berichtete Quenzer, der möglicherweise nicht nur als Hofbauschreiber fungierte, sondern auch die künstlerische Leitung innehatte, dass „der ganze Tachstuhl vber dem verfertigten thail dieses gewebs nunmehr völlig aufgesetzt, vnd mainstens auch schon Eingelattnet wordten“ wäre und es nur noch der Einhängung der Dachziegel ermangle. Bald darauf brach der Türkensturm los und zog, wie so vieles andere auch, den fertigen, dem Augustinerkloster zugewandten Teil des Reitschulgebäudes schwer in Mitleidenschaft. An eine Vollendung war im Augenblick nicht zu denken. Immerhin legte man das Vorhaben nicht ad acta. Am 23. Februar wurde das Hofzahlamt angewiesen, dem Grafen Ferdinand Bonaventura I. von Harrach jene 1326 Gulden und 26 Kreuzer zurückzuerstatten, die er „auf zuericht und Erpawung d. kay. Reitschuell“ dem Hofbauamt vorgeschossen hatte. Diesem Auftrag folgte ein Bericht des Grafen an die Hofkammer, der auf den kaiserlichen Befehl Bezug nimmt, „die kayl. Reuttschuel wiedrumben wiedrumben aufzubawn vnd also accomodirn zulassen, damit Ihro Kayl. Maytt. disen Winter hindurch Reitten vnd die Pferdt so forth exercirt vnd abgerichtet werden können …“. Die schöne Absicht, im neuen Haus die Reitübungen aufzunehmen, fand nicht nur für den Winter 1685 keine Verwirklichung. Jahr um Jahr verstrich, und nach wie vor wurde einer Fertigstellung des Baues nicht Erwähnung getan.
Längst lebte Kaiser Leopold I. nicht mehr, auch sein Nachfolger Joseph I. hatte das Zeitliche gesegnet, als man, wie Rechnungen aus dem Jahre 1713 beweisen, Bauholz aus Bayern und Brennholzlieferungen zu dem immer noch „Vorhabenten kayl. gebeu auf der Reitschuell, zu Besserer erzeugung deren hierzu Erforderl. Ziegl“ bezahlen musste.

### Karl VI.
Kaiser Karl VI. ließ 1729–1735 die Winterreitschule errichten. Der Baumeister Johann Bernhard Fischer von Erlach entwarf den lichtdurchfluteten Reitsaal, der Vielen als der schönste der Welt gilt. Sein Sohn Joseph Emanuel Fischer von Erlach führte den Entwurf aus. Quellen berichten, dass Fischer von Erlach die Schlosskapelle im Schloss Versailles als Vorbild genommen hätte. Auch heute noch ziehen die Bereiter bei Betreten der Reitbahn den Zweispitz nicht vor den anwesenden Gästen und Zusehern der Morgenarbeit, sondern, als Dank für die Erbauung der Winterreitschule, vor dem Bildnis Kaiser Karls VI.

### 19. Jahrhundert
Im Jahr 1808 wurde in der Winterreitschule einer der ersten Freiflüge der Geschichte von Jakob Degen abgehalten:

„Der geschickte hiesige Uhrmacher Degen hat vor Kurzem im hiesigen Reithause mit dem gelungensten Erfolg gezeigt, daß er die von ihm erfundene, und schon im vorigen Jahr glücklich versuchte Kunst, ohne Luftballon wie ein Vogel durch die Luft zu fliegen, seitdem sehr vervollkommnet hat. An seinem Leib sind 2 besonders künstliche Flügel angebracht, die aus kleinen mit der feinsten Seide zusammengefügten Stückchen Papier bestehen. Durch das Schwingen dieser Flügel hebt er sich sowohl in senkrechter als schiefer Linie rasch und leicht von der Erde bis auf eine Höhe von 54 Fuß [= rund 17 Meter; Anm.]. Es war ein überraschender Anblick, der den zahlreichen Anwesenden einen unwillkührlichen Freudenausruf entlockte, als dieser wackere deutsche Künstler sich von der Erde bis an die Decke des Gebäudes erhob, und bald hoch, bald niedrig in verschiedenen Richtungen herum flog. Bey dem Fluge in schiefer Richtung braucht er zur Zeit noch eine besondere Vorrichtung, ein Gegengewicht, welches aber nur eine Zugkraft von 40 Pfund hat, so daß folglich er selbst 140 Pfund wiegt, seine Flügel doch noch eine Last von 100 Pfund heben. Er hat zwar seine Kunst noch nicht zur Vollkommenheit gebracht, die er ihr aber bald noch zu geben hofft; indessen hat er doch schon jetzt den großen Vorzug vor allen Aerostaten, daß die Richtung des Fluges ganz von ihm abhängt, wenn nicht im Freyen sich Hindernisse zeigen.“

Später wiederholte Degen seine Flüge auch vor der breiten Öffentlichkeit im Wiener Prater und zu Schloss Laxenburg vor dem Kaiserpaar.

### Erste Republik
Nach dem Ersten Weltkrieg wurde die Spanische Hofreitschule öffentlich zugänglich gemacht und als Institution an das Landwirtschaftsministerium angeschlossen. Graf Rudolf van der Straten verpflanzte die Reitkunst nach dem Zusammenbruch der Monarchie in die Erste Österreichische Republik. Als Erster Stallmeister unter den letzten Oberstallmeistern, Graf Ferdinand Kinsky und Fürst Nicolaus Pálffy, war er fest in der Tradition der Hofreitschule verankert. Es standen ihm außergewöhnliche Reiter wie Herold, Zrust, Polák und Lindenbauer zur Verfügung, die ihm auch treu blieben. Der damals populärste Turnierreiter Österreichs, General von Pongrácz, half ebenfalls, gemeinsam mit den Bereitern, den Fortbestand der Schule zu sichern. Der letzte Hofoberbereiter Mauritius Herold setzte sich in besonderer Weise für die Spanische Reitschule ein.
Am 16. Dezember 1918 richtet Herold ein Memorandum über die Entstehung, Verwendung und Zukunft der Spanischen Hofreitschule an die Wiener Reitervereinigung Viribus unitis, die es am 12. Jänner 1919 an das deutschösterreichische Staatsamt für Landwirtschaft weiterleitet. Diese Zuschrift der Reitervereinigung weist auch auf den in vielen Journalen diskutierten Vorschlag, aus der Winterreitschule ein „zweites Burgtheater“ zu machen, hin. Oberbereiter Herold legte am 23. April 1919 eine Denkschrift über den Ausbau und die zukünftige Gestaltung der Spanischen Hofreitschule in Wien vor. Graf van der Straten stimmte ihr im Prinzip zu, eine darin vorgeschlagene Vergrößerung und Erweiterung sah er aber skeptisch. Zum ersten Mal richtet der Landesverband für Fremdenverkehr für Wien und Niederösterreich im August ein offizielles Schreiben an den Obersten Verwalter des Hofärars und an das Staatsamt für Heereswesen in Betreff der Erhaltung der Reitschule.
Auch Privatpersonen hatten an der Spanischen Reitschule Interesse. So steht auf dem Umschlagblatt des Aktenstückes Zl. 367 des deutschösterreichischen Staatsnotariats zu lesen: „Einbringer: Karl Geraus, Reitlehrer, Wien VI., Gumpendorferstraße 71; Gegenstand: um Pachtung der Spanischen Reitschule; Ausgangs/Eingangstag: 14.2.1919490“
Die Frage der Erhaltung der Spanischen Hofreitschule wurde in dieser schwierigen Zeit viel diskutiert. Abgesandte des früheren Oberstallmeisteramtes hielten es für unmöglich, die Schule in Umfang und Qualität wie vor dem Krieg weiterzuführen, da es am notwendigen finanziellen Hintergrund fehlte und weder der junge Staat noch das Land Niederösterreich noch die Gemeinde Wien im Stande sein dürften, die entsprechenden Mittel auch langfristig bereitzustellen. Im Fall einer Privatisierung der Hofreitschule würde binnen kürzester Zeit ihr Wert verloren gehen und sie zu einem besseren Zirkus herabsinken. Doch maß man der finanziellen Absicherung der Reitschule große Bedeutung zu. Dazu sollten auch gelegentliche Reitschulproduktionen beitragen. Die polizeiliche Kommissionierung der Winterreitschule wurde am 10. Dezember 1919 für 332 Sitze vorgenommen, doch die ungünstige Jahreszeit und Bedenken verschiedener Stellen, ob sich ein größeres Publikum für die ehemals dem Hof vorbehaltenen Reitvorführungen interessieren werden, verzögerten den Entschluss, einen Termin für die erste Reitproduktion anzusetzen, um Monate. Die erste Veranstaltung dieser Art wurde schließlich als Wohltätigkeitsaktion für das damalige Hilfskomitee des Tuberkulosen-Heimes am 14. Juni 1920 durchgeführt. Die Veranstaltung brachte einen beträchtlichen Erlös, dank des Einsatzes und Vorbereitung Oberbereiters Herold. Am 22. und 25. Juni kam es zu einer Wiederholung, diesmal zu wesentlich niedrigeren Eintrittspreisen. Weitere folgten im November und Dezember 1920.
Gelegentlich stellte die Spanische Hofreitschule ihre Räumlichkeiten für Sport- und Turnfeste, so am Nationalfeiertag 1919, am 12. November, zur Verfügung. Oberbereiter Herold setzte sich unermüdlich für die Erhaltung der Schule ein. Er ließ eine Serie von Ansichtskarten drucken, verkaufte sie und verwendete das damit eingenommene Geld zum Erwerb der notwendigen Utensilien, beispielsweise von Stallbesen („Besenfonds“). Er ging daran, der Bevölkerung Sinn und Aufgabe der Institution begreiflich zu machen. Es galt, die Popularität der Hofreitschule zu erhöhen und im Hinblick auf deren wirtschaftliches Überleben Verbündete zu gewinnen. Herold versuchte sogar den Chef der Arbeiter-Zeitung, Friedrich Austerlitz, zu motivieren, für die Lipizzaner Stimmung zu machen, hatte Arbeiterbildungsvereine veranlasst, sich über Sinn und Zweck der klassischen Reitkunst unterrichten zu lassen. Es kursierten Gerüchte von einem Umbau der Winterreitschule in eine Schwimmhalle oder einen Kinosaal. Personen und Gruppierungen, welche die Spanische Reitschule lediglich als „unergiebigen Staatsbetrieb“ betrachteten, forderten nach 1925 deren Auflösung. Dagegen setzten sich zahlreiche Persönlichkeiten Wiens, etwa der Dichter Richard Schaukal (in seinem Feuilleton Philister über Dir, Österreich!), für den Erhalt der Schule ein.
Van der Straten übernahm 1921 die Leitung der Hofreitschule und konsolidierte die inneren und äußeren Verhältnisse der Reitschule. Er verstand es vor allem die „Spanische“ so populär zu machen, dass sie – gestützt auf eine breite Öffentlichkeit – nicht mehr so einfach aufgegeben werden konnte. Unter dem neuen Leiter wurden – ausschließlich aus Verdienstgründen – auch die ersten Auslandstourneen veranstaltet. Diese Tourneen – nach Berlin (1925), London (1927), Den Haag (1928) und Brüssel (1932) – trugen wesentlich zur Bekanntheit und Beliebtheit der Spanischen Reitschule bei.

### Zweiter Weltkrieg

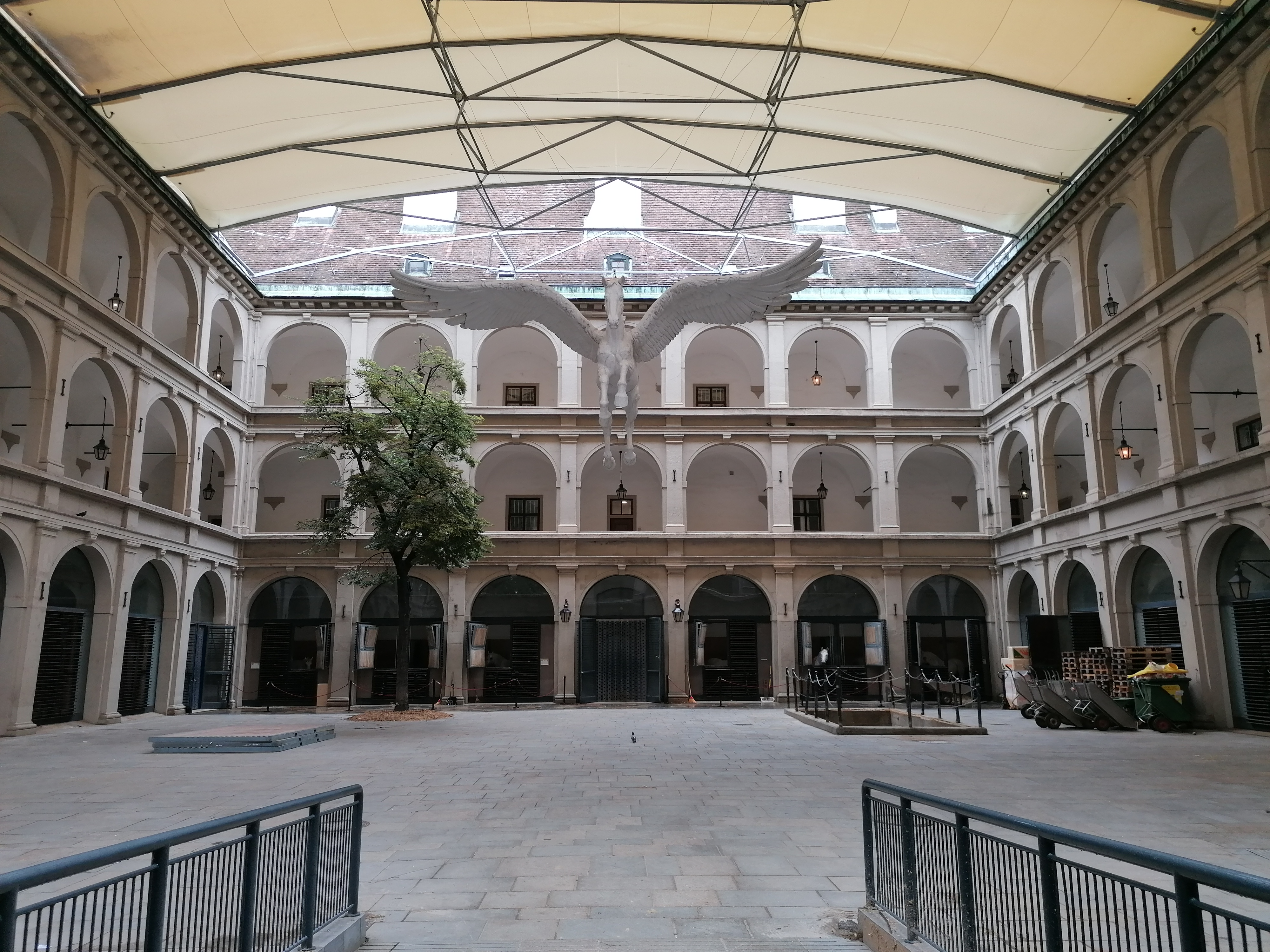
Die Stallburg 2023

Nach dem Anschluss 1938 wurde sie in Spanische Reitschule umbenannt und mit einer Festvorstellung (im Beisein von Generaloberst Wilhelm List) am 18. Juni 1939 in die Wehrmacht übernommen. Leiter wurde damals (im Rang eines Majors) Alois Podhajsky, der nach dem Krieg auch am Weitererhalt sowie der Rückbenennung großen Anteil hatte. Er leitete das Institut bis 1964. 1945 wurde die Stallburg durch Bomben schwer beschädigt. Die Zeit von 1945 bis 1955 verbrachten die Hengste in Wels in Oberösterreich. 1974 bis 1985 leitete Kurt Albrecht, zuletzt als Brigadier die Spanische Hofreitschule.

### Ausgliederung aus der öffentlichen Verwaltung
Seit 2001 sind Hofreitschule und Bundesgestüt aus der öffentlichen Verwaltung ausgegliedert und auf Basis des Spanische Hofreitschule-Gesetzes rechtlich und wirtschaftlich verselbstständigt. Das Unternehmen ist gesetzlich „zur dauerhaften Erhaltung und traditionsgemäßen Zucht der Pferderasse ‚Lipizzaner‘, zur Erhaltung der Tradition und der Hohen Schule der klassischen Reitkunst, zur traditionsgemäßen Nutzung der betreffenden Teile der Hofburg und des Lipizzanergestüt Piber und damit zur Wahrung des öffentlichen Interesses am dadurch repräsentierten österreichischen und internationalen Kulturgut“ verpflichtet. Die Gesellschaftsanteile haben zu 100 % im Eigentum des Bundes zu verbleiben.

## Gesellschaftsrechtliches
Die Gesellschaft, ein sonstiger Rechtsträger gemäß § 2 Z 13 FBG, eingetragen im Firmenbuch am Handelsgericht Wien unter FN 204366p, firmiert seit 1. Jänner 2017 als Spanische Hofreitschule – Lipizzanergestüt Piber (BGBl. I Nr. 58/2017), davor seit Gründung als Spanische Hofreitschule – Bundesgestüt Piber (BGBl. I Nr. 115/2000). Die Organe der Gesellschaft sind die Geschäftsführer und der Aufsichtsrat.
Geschäftsführung:
| Name               | Geburtsdatum    | Geschäftsführung | Geschäftsführung |
| Name               | Geburtsdatum    | von              | bis              |
| ------------------ | --------------- | ---------------- | ---------------- |
| Gerd Prechtl       | * 15. Feb. 1943 | 1. Jan. 2001     | 1. Feb. 2001     |
| Werner Pohl        | * 17. Mai 1955  | 1. Feb. 2001     | 14. Okt. 2005    |
| Armin Aigner       | * 12. Dez. 1973 | 1. Mai 2005      | 1. Dez. 2007     |
| Elisabeth Gürtler  | * 7. Mai 1950   | 1. Dez. 2007     | 1. März 2019     |
| Erwin Klissenbauer | * 25. Juli 1964 | 1. Dez. 2007     | 1. Dez. 2022     |
| Sonja Klima        | * 27. Mai 1963  | 13. Dez. 2019    | 1. Dez. 2022     |
| Alfred Hudler      | –               | 1. Dez. 2022     | –                |

## Bereiter und Reitbahn
Alle Bereiter werden intern ausgebildet. Der Eleve tritt im Alter zwischen 15 und 19 Jahren in die Schule ein. In den ersten drei Jahren folgt die Ausbildung dem staatlich anerkannten Pferdewirtschaftsfacharbeiter, mit praktischen Ausbildung im Betrieb und dem Besuch der Berufsschule. Nach einer vier- bis sechsjährigen Ausbildung, davon einige Jahre an der Longe, wird er Bereiter-Anwärter. Ein Bereiter-Anwärter muss einen jungen Hengst bis zur Schulquadrille-Reife ausbilden und ihn erfolgreich in der Schulquadrille reiten. Erst dann wird er zum Bereiter ernannt. Nur die qualifiziertesten Bereiter werden zum Oberbereiter befördert. Der dienstälteste Oberbereiter wird zum Ersten Oberbereiter. Derzeit hat die Spanische Hofreitschule drei Oberbereiter, Rudolf Rostek, Herbert Seiberl und Marcus Nowotny.
Im September 2008 begannen erstmals Elevinnen, nebst männlichen Eleven, ihre Ausbildung an der Spanischen Hofreitschule. Am 9. Oktober 2010 nahm erstmals in der Geschichte der Schule eine Frau (Hannah Zeitlhofer), in der traditionellen braunen Uniform der Bereiter, an einer öffentlichen Vorstellung teil. Am 19. April 2012 wurde Frau Zeitlhofer zur ersten Bereiter-Anwärterin und am 14. September 2016 zur ersten Bereiterin der Spanischen Hofreitschule befördert.
Die Reitbahn wird von Oberbereiter Rudolf Rostek, Oberbereiter Herbert Seiberl und Oberbereiter Marcus Nowotny geleitet.

### Maximilian von Weyrother
Im 19. Jahrhundert wurde die Spanische Hofreitschule unter Maximilian von Weyrother zu einem Mekka der Reiter Mitteleuropas. Schon sein Großvater, sein Vater und sein Bruder Gottlieb waren Oberbereiter an der Schule. Max von Weyrother hat den Begriff vom „denkenden Reiter“ geprägt. Seine wohl berühmtesten Schüler waren Louis Seeger und Ernst Friedrich Seidler.
Siehe auch:
- Johann Meixner
- Wenzel Zrust
- Gottlieb Polak
- Ernst Lindenbauer
- Georg Wahl

## Uniform
Die Empire-Uniform der Bereiter ist seit 200 Jahren fast unverändert. Der Bereiter trägt einen kaffeebraunen hochgeschlossenen Reitfrack (mit versteckter Zuckertasche), eine weiße Hirschlederhose, einen Zweispitz mit einer schmalen (Bereiter-Anwärter) oder breiten (Bereiter und Oberbereiter) Goldborte als Rangabzeichen, Stulpstiefel und weiße Rehleder-Handschuhe. Zur Uniform des Bereiters gehören auch Schwanenhalssporen. Den Rang eines Reiters erkennt man außerdem auch an den Goldbordüren an den roten und grünen Schabracken. Der Leiter der Schule hat drei Goldbordüren mit goldenen Fransen. Der Oberbereiter hat drei, der Bereiter zwei und der Bereiter-Anwärter eine Goldbordüre an seiner Schabracke.
Erwähnenswert, obwohl nicht zur Uniform gehörend, ist die traditionelle Birkengerte. Sie wird jedes Jahr im Jänner von den Bereitern eigens geschnitten. Verwendet wird nur der Stamm einer 6- bis 8-jährigen Birke, die Äste werden abgeschnitten. Zur längeren Haltbarkeit wird die trockene Gerte vor der Verwendung einen Tag ins Wasser gelegt.

## Ausbildung der Hengste
An der Spanischen Hofreitschule wurden und werden ausschließlich Lipizzanerhengste ausgebildet. Versuche, Hengste anderer Rassen für die Arbeit heranzuziehen, scheiterten.
Neben Schimmeln werden auch immer ein oder zwei Braune an der Schule ausgebildet, sie sind sozusagen die Glücksbringer. Unter den Bereitern herrscht die Meinung, „solange es einen Braunen an der Schule gibt, besteht die Spanische Hofreitschule“.
Die Bereiter richten sich nach den Lehren de la Guérinières.
Die Ausbildung der Lipizzanerhengste gliedert sich in drei Stufen, wobei sich die einzelnen Stufen überschneiden können:

### Remontenschule
Die Remontenschule beginnt im Alter von vier Jahren, wenn die Hengste nach Wien an die Hofreitschule kommen. Die Hengste (meistens sechs bis acht) werden in den ersten Wochen in der Gruppe in der Winterreitschule frei bewegt, um sich an die neue Umgebung zu gewöhnen. Der Hengst wird an Sattel und Zaumzeug gewöhnt und wird dann für acht Wochen longiert, um seinen Gehorsam zu verbessern, seine Muskulatur zu kräftigen und um ihn auf das Gewicht des Reiters vorzubereiten. Die Hengste werden von den jüngeren Bereitern longiert und angeritten, immer unter Aufsicht eines Oberbereiters. Nach dem Longieren wird auf geraden Linien im lockereren Arbeitstempo vorwärts geritten. Ziel sind drei korrekte Grundgangarten, gleichmäßige Anlehnung bei längerem Rahmen, das Geraderichten und der Gehorsam. Es wird mit Gerte aber ohne Sporen geritten.

„Reite deinen Hengst vorwärts und richte ihn gerade!“

### Campagneschule
Der Hengst ist nach mehr oder weniger einem Jahr in der ersten Stufe bereit für die Campagneschule, wobei der Hengst das Tempo der Ausbildung bestimmt. Die Hengste werden jetzt erfahrenen Bereitern und Oberbereitern zur Ausbildung zugeteilt. Gelernt wird Versammlung, das Reiten von Wendungen und Zirkeln in allen drei Gangarten, Selbsthaltung, Losgelassenheit, Schub aus der Hinterhand und das Aufnehmen von Gewicht auf die Hinterhand. Der Hengst lernt korrekte Stellung und Biegung im Seitengang und Tempounterschiede in allen drei Gangarten. Die Reaktion auf die Hilfen wird verfeinert. Es wird mit der Handarbeit begonnen und der Hengst wird an die Kandare gewöhnt. Die Campagneschule nimmt zwei Drittel der gesamten Ausbildung in Anspruch.

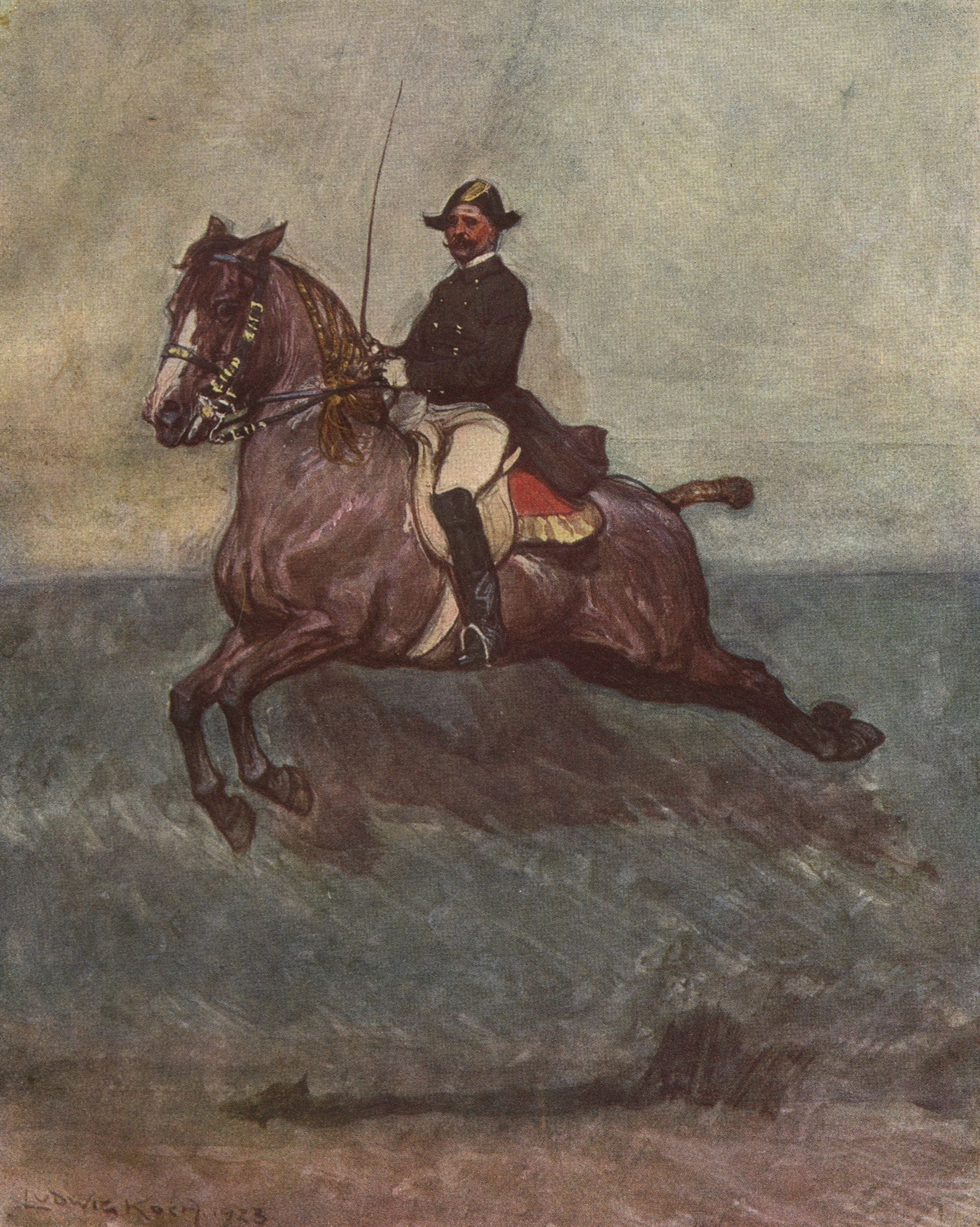
Kapriole

„Nimm dir Zeit aber verschwende sie nicht!“

### Hohe Schule
In der Ausbildungsstufe der Hohen Schule bringt der Reiter sein Pferd zur Perfektion. In höchster Versammlung lernt der Hengst Piaffe, Passage, Galopppirouetten und Galoppwechsel von Sprung zu Sprung. Hengste, die sich dafür eignen, lernen die Schulsprünge wie Levade, Kapriole und Courbette. Der fertige Schulhengst bekommt am Ende dieser Ausbildungsstufe einen weißen Schulsattel und ein Goldzeug, und wird in der Vorstellung eingesetzt. Die Ausbildung dauert insgesamt sechs Jahre.

„Das einzige Ziel der klassischen Reitkunst ist das Pferd schöner zu machen, und es so lange wie möglich gesund zu erhalten.“

## Sommerreitbahn
Zwischen Schatzkammer und Winterreitschule befindet sich die Sommerreitbahn. Sie wird, wenn es das Wetter erlaubt, von April bis November von den Bereitern zum täglichen Training der Hengste genutzt. Die Sommerreitbahn hat die Maße 30 × 15 Meter und ist von schattenspendenden Bäumen umgeben. Um die Sommerreitbahn befindet sich die größte überdachte Freiführanlage der Welt, in der die Hengste ganzjährig bewegt werden können.

## Vorführungen

### Morgenarbeit
Das tägliche (außer Sonntag und Montag) Training (von 10:00 bis 12:00 Uhr) ist nicht erst seit dem Fall der Monarchie öffentlich zugänglich. In der Morgenarbeit kann man die Bereiter beim Arbeiten mit ihren Hengsten beobachten. Hengste aller Alters- und Ausbildungsstufen werden in vier Gruppen von bis zu acht Hengsten gezeigt.

### Vorstellung
- Junge Hengste: Sechs bis acht junge Hengste betreten die Reitbahn. Sie werden auf beiden Händen in den drei Grundgangarten, auf geraden Linien und auf der großen Tour vorgestellt. Die Hengste werden mit einfachem Zaumzeug und englischem Dressursattel gezeigt. Geritten wird mit Gerte aber ohne Sporen.
- Alle Gänge und Touren der Hohen Schule: Vier voll ausgebildete Schulhengste zeigen Lektionen der Hohen Schule, wie Piaffe, Passage, Galopppirouetten und Galoppwechsel von Sprung zu Sprung. Gezäumt ist auf Goldzeug und Schulsattel mit roter Schabracke. Die Hengste haben schlichtes aber gepflegtes Langhaar, die Mähne ist nicht verzogen und nach links gekämmt.
- Pas de deux: Zwei Hengste „tanzen“ spiegelbildlich zu klassischer Musik. Dieser Programmpunkt erfordert höchste Konzentration und sehr fein abgestimmte Pferde.
- Arbeit an der Hand: Hier zeigen die Bereiter nicht nur die Schulsprünge an der Hand, also ohne Reiter, sondern auch die Piaffe zwischen den Pilaren (mit oder ohne Reiter). Die Hengste sind mit Zaumzeug, Kappzaum, Ausbindezügel, Führzügel und/oder Sprunglonge, Schulsattel und grünen Schabracken gezäumt.
- Am Langen Zügel: Der Reiter sitzt nicht auf dem Pferd, sondern geht ganz knapp hinter dem Hengst. Gezeigt werden die schwersten Lektionen der Hohen Schule. Traversalen, Piaffe und Piaffepirouette, Passage, Galopppirouetten und Galoppwechsel von Sprung zu Sprung werden nur mit Zügel- und leichter Gertenhilfe ausgeführt. Gezäumt ist auf rotem Zaumzeug und roter Schabracke mit goldenem Doppeladler des Hauses Habsburg.
- Schule über der Erde: Levade, Kapriole und Courbette unter dem Reiter werden in diesem Programmpunkt gezeigt. Die Reiter haben keine Steigbügel. Die Kaprioleure tragen eine Schweiftasche. Gezäumt ist auf Kandare und Schulsattel mit grüner Schabracke.
- Schulquadrille: „Das Ballett der weißen Hengste“, wie die Schulquadrille auch genannt wird, ist der Abschluss der Vorstellung und wird mit acht Hengsten vorgeführt. Mit 20 Minuten ist sie die längste und schwerste Quadrille der Welt.

## Trainingszentrum Heldenberg
Podhajsky führte einen Sommeraufenthalt in den Stallungen der Hermesvilla im Lainzer Tiergarten für die Hengste der Spanischen Hofreitschule ein. In der Hermesvilla wurde auch 1962 ein Großteil des Walt-Disney-Films Die Flucht der weißen Hengste gedreht.
Seit 2005 verbringen die Schulhengste ihre siebenwöchigen Sommerferien im niederösterreichischen Trainingszentrum Heldenberg. Seit August 2010 steht dort ein modernes Ausbildungszentrum für Lipizzaner zur Verfügung. Erstmals in der Geschichte der Schule werden Hengste außerhalb der Schule ausgebildet. Ab 2013 wird das TZ Heldenberg zu einem internationalen Trainingszentrum ausgebaut und die Spanische Hofreitschule für fremde Schüler geöffnet.

## Ähnliche Reitschulen
- Königlich-Andalusische Reitschule, Spanien
- Escola Portuguesa de Arte Equestre, Portugal
- Cadre Noir, Frankreich
- Fürstliche Hofreitschule Bückeburg, Deutschland